# Tribactonodon bonfieldi
Tribactonodon bonfieldi és una espècie extinta de mamífer egialodont amb molars tribosfèniques, el més antic de Lauràsia. Visqué a principi del Cretaci.
Es trobà, l'any 2001, com a fòssil una dent molar tribosfènica al Purbeck Limestone Group, del principi del Cretaci del sud d'Anglaterra. A més de ser el mamífer tribosfènic conegut més antic de Lauràsia, aquesta dent mostra característiques que comporten una distinció entre les dues infraclasses d'holoteris (australosfènides i boreosfènides) tal com les defineixen Luo et al.